# Union internationale des chemins de fer

Logo

De Union Internationale des Chemins de fer (UIC) (Nederlands: Internationale Spoorwegunie) werd op 20 oktober 1922 opgericht met het doel om de technische eisen aan rollend materieel van de Europese spoorwegen te standaardiseren, samenwerking tussen de spoorwegmaatschappijen te bevorderen en daarmee het grensoverschrijdend treinverkeer te vergemakkelijken.

## Leden
Medio 2009 heeft de UIC 199 leden. De UIC verdeelt haar leden in drie categorieën:
Active
Infrabeheerders en spoorwegmaatschappijen die tractie leveren
Associate
Als Active, maar voldoen niet aan eisen voor actief lidmaatschap of zijn niet groot genoeg
Affiliate
Bedrijven met spoorweggerelateerde activiteiten

#### Nederlandse en Belgische leden
| Lid                                             | Branche                   | type lidmaatschap | Land      |
| ----------------------------------------------- | ------------------------- | ----------------- | --------- |
| Nederlandse Spoorwegen                          | Spoorwegen                | Active            | Nederland |
| ProRail                                         | Infrastructuurmanager     | Active            | Nederland |
| Stena Line Holland BV                           | Veerboten                 | Affiliate         | Nederland |
| Bureau Central de Clearing                      | Financiële cel            | Affiliate         | België    |
| Nationale Maatschappij der Belgische Spoorwegen | Spoorwegen                | Active            | België    |
| Thalys                                          | Hogesnelheidsverbindingen | Associate         | België    |

## Onderzoek
De UIC heeft meerdere onderzoeksinstituten gekend, in 1950 is de Office de Recherches et d'Essais (ORE) opgericht. Deze is in 1992 opgeheven en vervangen door de European Rail Research Institute (ERRI) die op zijn beurt 2004 is opgeheven. Uit het werk van de ORE zijn onder andere enkele typen goederenwagens voortgekomen.

## Leaflets
De UIC heeft een groot aantal zogenoemde leaflets uitgebracht, waarin allerlei technische specificaties worden gedefinieerd. Elk leaflet heeft een driedelig nummer, subsecties worden aangegeven met extra nummer, gescheiden door een '-'.
Enkele voorbeelden:
- UIC 438; UIC UIC nummers
- UIC 505 & 506; Omgrenzingsprofielen
- UIC 510-2; Spoorwielen
- UIC 558; 18-polige UIC-kabel (voor data overdracht tussen loc en rijtuigen)
- UIC 568; 13-polige UIC-kabel
- UIC 614; Dodeman (zie ook Sifa)
- UIC 920-14; UIC-landencode, vroeger UIC-eigendomscode
- UIC 918-3; Internationale e-tickets met Aztec barcode

## Rijtuigen
Er zijn verschillende typen rijtuigen met een UIC-type aanduiding:
- UIC-X-rijtuigen van de DB

Rijtuigen van dit type zijn later ook gebruikt in Nederland, als Intercity Korte Termijn en Intercity Lease.
- UIC-Y-rijtuigen
- UIC-Z-rijtuigen

## Vervoerbewijzen
Er wordt onderscheid gemaakt tussen:
- Non-integrated Reservation Tickets (NRT)[4][5]: vervoerbewijzen zonder geïntegreerde reservering; met het voorvoegsel SCIC (Special Conditions of International Carriage) wordt dit SCIC-NRT; een oude term is TCV.
- Integrated Reservation Tickets (IRT): vervoerbewijzen met een "globale prijs".

Het SCIC-NRT-tarief is eenvoudig de som van de tarieven per land. Het tariefsysteem per land kan variëren en wijkt vaak af van het tarief voor binnenlandse reizen. Een reguliere enkele reis of retour die niet de vorm heeft van een e-ticket, dus bijvoorbeeld een regulier vervoerbewijs uit de NS-kaartautomaat, is 4 dagen geldig, en de reis mag onbeperkt onderbroken worden. NS verlangt dat de reis binnen Nederland in een dag wordt uitgevoerd als het kaartje bij NS International of NMBS (Belgische spoorwegen) gekocht is. Voor andere landen, zoals Deutsche Bahn (Duitsland), geldt deze beperking niet, waardoor een reiziger de reis gedurende de hele geldigheidsduur op het grondgebied van een ander land (in het geval van DB niet-Duits grondgebied) onbeperkt mag onderbreken. Wel zijn bij NS International online gekochte Homeprint-tickets voor reizen van en naar Duitsland slechts 2 dagen geldig, terwijl dezelfde kaartjes, gekocht uit de automaat 4 dagen geldig zijn. Kaartjes, gekocht bij Deutsche Bahn met een afstand van minder dan 101 km zijn slechts 1 dag geldig, daarboven 4 dagen.
Per land was een tijd lang de volle prijs een veelvoud van € 0,20, en een kortingtarief een veelvoud van € 0,10.. Er wordt bij reizen vanaf 101 km ook bij kortingstarieven de prijs op 20 cent afgerond, onder de 100 km (kaartjes, gekocht bij DB zijn dan maar één dag geldig!), ronden DB en NSI af op 5 cent.

### Nederland
De basis voor de tarieven is een tarieftabel die weinig afwijkt van die van NS voor binnenlands vervoer. De prijs van een enkele reis hangt niet af van de vervoerder (er is geen routekeuze) en evenmin van de richting: van A naar B kost hetzelfde als van B naar A; de ene is een station of een grenspunt, de andere een grenspunt of een van de stations Amsterdam, Arnhem, Breda, Rotterdam, Schiphol, Utrecht en Venlo (voor combinatie met een IRT). De tarieven kunnen hoger zijn dan volgens de prijstabel door onder meer opknippen bij een of meer van de genoemde stations, en/of het rekenen van omwegen. Ook worden afwijkende aantallen tariefeenheden gerekend, bijvoorbeeld:
- Roosendaal - Roosendaal(gr) niet 8, maar 9 of 10 (€ 2,40)
- Hengelo - Bad Bentheim(gr) niet 18, maar 33 of 34 (€ 6,20)
- Arnhem - Emmerich(Gr) niet 19, maar 46 of 47 (€ 8,20)
- Dordrecht - Roosendaal(gr) niet 46, maar 52 (€ 9)

Het maximumtarief voor een enkele reis in de tarieftabel is € 25,70 (2e klas). Dienovereenkomstig is het maximale tarief voor de reis tussen een Nederlands station en Visé(fr), Weener(Gr), Gronau(Gr), Venlo(Gr) of Herzogenrath(Gr) ook € 25,70. Van en naar de andere grenspunten kunnen de maximale prijzen hoger zijn.
Het maximale tarief voor de reis van een Nederlands station naar Roosendaal(gr) is door het opknippen € 37, namelijk het tarief voor Rotterdam - Roosendaal(gr) van € 12,20, plus het maximum van de tabel. Inderdaad is zowel bij de NS-kaartautomaat als op nsinternational.nl, b-europe.com en db.de het prijsverschil tussen alleen een Belgisch traject vanaf Roosendaal(gr), en bijvoorbeeld Roodeschool - Roosendaal(gr) erbij, € 37. Roosendaal - Roosendaal(gr) kost € 2,40, dus Roodeschool - Roosendaal kost € 34,60 extra, hoewel het binnenlandse tarief voor dit traject afhankelijk van de richting € 25,30 of € 25,40 is.
Het maximale tarief voor de reis tussen een Nederlands station en Emmerich(Gr) is € 41, en tussen een Nederlands station en Bad Bentheim(Gr) € 45,60 (beide van/naar Den Helder). Volgens het SCIC-NRT-tarief kost Hengelo - Bad Bentheim(Gr) € 6,20. Voor Den Helder - Hengelo wordt dus € 39,40 extra gerekend, hoewel het binnenlandse tarief voor dit traject € 25,20 is.
De NS-kaartautomaat hanteert voor kaartjes naar het buitenland het SCIC-NRT-tarief; op nsinternational.nl en db.de geldt dit als full-flex tarief; er zijn daar variabele, vaak lagere, mid-flex tarieven.
Bij hoge prijzen kan het voordelig zijn een reis te splitsen in een maximale binnenlandse en een korte reis van/tot de grens (eventueel aangevuld met een buitenlands traject). Bij 40% korting (als men geen Grensabonnement heeft) moet men dit binnenlandse traject wel op saldo of op rekening reizen, dus moet men op het station bij de grens (Roosendaal, Arnhem of Hengelo) uit- of inchecken, wat niet erg is als men daar toch moet overstappen of wil pauzeren, maar lastig is als men het gemak van de doorgaande trein op prijs zou hebben gesteld. Als men binnenlands tegen vol tarief reist, maar wel RailPlus heeft, worden de verschillen kleiner. Bij grenspunten met een normaal tarief kan de reis van/tot de grens dan juist goedkoper zijn, zelfs als men alleen een binnenlands deel benut. Voorbeeld: Amsterdam - Visé(fr) € 24,40 - 25% = € 18,30, Amsterdam - Maastricht € 24,70 (of € 25,70 voor een eenmalige chipkaart).

### Duitsland
Voor Duitsland geldt op nsinternational.nl en db.de het tariefsysteem genaamd Neuen Vertriebssystem (NVS) van Deutsche Bahn. Bij de NS-kaartautomaat geldt het SCIC-NRT-tarief, wat correspondeert met full-flex voor gewone treinen. NVS kan minder kosten (mid-flex voor gewone treinen), maar ook meer.
Voor internationale tickets zijn er drie prijsniveaus, afhankelijk van wat voor treinen er doorgaans over het grenstraject rijden: productcategorie A (ICE), B (EC/IC) of C (RE). Alle drie vallen onder het begrip Flexpreis.

### Kortingen
Sommige tarieven worden afgeleid van het standaard SCIC-NRT-tarief:
- RailPlus-korting 25%.
- Voordeelurenkaart, Dal Voordeel: 40% korting op het Nederlandse traject.[15]
- Superdagretour van Nederland naar België (met een Belgisch traject van ten minste 21 km), doordeweeks na 9 uur: 40% korting op het Nederlandse traject, 30% korting op het Belgische traject.[16]
- Weekendretour van Nederland naar België: 40% korting (2e klas) en 50% (1e klas).[17]